# Língua serrano
A língua Serrano (em Serrano : Maarrênga'twich) é uma língua do ramo das Serranas da família Uto-Asteca falada pelo povo Serrano do Sul da Califórnia. A língua está intimamente relacionada com as línguas Tongva,  Kitanemuk e Vanyume.

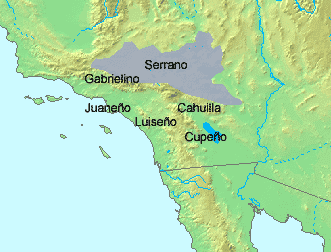
Localização do Serrano

## Falantes
De acordo com Ethnologue, havia um falante em 1994. A última falante totalmente fluente foi Dorothy Ramon, que morreu em 2002. '. Este livro foi escrito em Serrano e em inglês, que fala sobre a cultura Serrano e a vida de Dorothy Ramon, que por sua vez salvou a língua Serrano da completa extinção. Após a morte de Dorothy Ramon, a linguagem foi considerada extinta, no entanto, os esforços de revitalização permitiram que a língua sobrevivesse de alguma forma..
Tradicionalmente referindo-se a si mesmos como Yuhaviatam, que significa "povo dos pinheiros", o povo Serrano originalmente ocupava a área perto do rio Mojave e nas montanhas de  San Bernardino, sul da Califórnia. Em 1891, os Estados Unidos estabeleceram a Reserva de San Manue para o povo Serrano, onde muitos dos seus últimos falantes viveram. Em 1967, o pesquisador Kenneth Cushman Hill observou que cerca de seis pessoas ainda falavam essa língua agora inativa.

## Revitalização
A linguagem foi considerada extinta na época, mas há tentativas de revivê-la.  Tanto nas reservas da tribo da Missão de San Manuel, como os da Missão Morongo há esforços ainda não em pleno andamento para ensinar a língua e a história e cultura do povo Serrano. A professora de línguas Pauline Murillo ajudou a desenvolver um CD-ROM interativo para aprendizado do Serrano. A partir de 2013, foram desenvolvidos aplicativos e jogos, e o Projeto de Revitalização da Língua Serrano em San Manuel busca desenvolver mais recursos multimídia para os alunos de idiomas. Em maio de 2013, a “Cal State San Bernardino” anunciou que ofereceria aulas de idiomas Serrano para seus alunos.
O projeto Limu oferece cursos on-line no dialeto Maarrênga (tribo Morongo "Serrano") e o dialeto Yuhaviat (tribo San Manuel "Serrano").).
A língua é considerada como no estágio "Despertando" significando que a língua perdeu seus falantes nativos e fluentes e pode ser considerada "extinta", mas tem projetos de revitalização em andamento para preservar o conhecimento da língua e do povo Serrano.
Universidade da Califórnia, Los Angeles fornece uma gravação de um falante Serrano lendo uma lista de palavras

## Escrita
A língua Serrano foi sempre e tradicionalmente uma língua somente falada; um alfabeto não foi usado até a década de 1990. Um novo alfabeto, com 47 letras, incluindo as oclusivas glotais, foi desenvolvido a partir de 2005.
É o alfabeto latino sem as letras D, F, G, J, Q (sem w), M, Z; Usam-se as formas Ch, Ng, Ny, Ow, Qw, Rr, Sh, Tt e Ê. As vogais podem ser duplas indicando som mais longo. O A é sempre duplo.

## Fonologia
Tabelas de consoantes e vogais da língua Serrano estão nas tabelas a seguir:

### Consoantes
|           |           | Bilabial | Alveolar | Alveolar | Palatal | Velar | Velar  | Uvular | Uvular | Glotal | Glotal |
| plana     | apical    | Bilabial | plana    | labial   | Palatal | plana | labial | plana  | labial |        |        |
| --------- | --------- | -------- | -------- | -------- | ------- | ----- | ------ | ------ | ------ | ------ | ------ |
| Plosiva   | Fortis    | b        | d        |          |         | ɡ     |        |        |        |        |        |
| Plosiva   | Lenis     | p        | t        | t̺        |         | k     | kʷ     | q      | qʷ     | ʔ      |        |
| Fricativa | Lenis     | ɸ        | s        | s̺        | ʃ       | x     | xʷ     | χ      | χʷ     | h      | hʷ     |
| Fricativa | Africada  |          |          | t͡ʃ̺       | t͡ʃ      |       |        |        |        |        |        |
| Fricativa | Fortis    | β        |          |          | d͡ʒ      |       |        |        |        |        |        |
| Rótica    | Rótica    |          | r        |          |         |       |        |        |        |        |        |
| Nasal     | Nasal     | m        | n        | n̺        | ɲ       | ŋ     | ŋʷ     |        |        |        |        |
| Lateral   | Lateral   |          | l        |          | ʎ       |       |        |        |        |        |        |
| Sonorante | Sonorante |          |          |          | j       |       | w      |        |        |        |        |

### Vogais
|         | Anterior | Central | Central | Posterior | Posterior |
| oral    | Anterior | Rótica  | oral    | Rótica    |           |
| ------- | -------- | ------- | ------- | --------- | --------- |
| Fechada | i        | ɨ       | ɨ˞      | u         |           |
| Medial  | e        |         |         | o         | o˞        |
| Aberta  |          | a       | a˞      |           |           |

As vogais /ɨ/, /a/, /o/, podem ser roticizadas para /ɨ˞/, /a˞/, /o˞/.

## Morfologia
Serrano é uma língua aglutinante, pois as palavras usam complexos sufixso para uma variedade de propósitos com vários morfemas ligados juntos.
Em 1967, a linguagem de Serrano foi mapeada como tendo 33 consoantes e 9 vogais em sua forma fonética.
Uma gramática completa da língua Serrano já é disponível .